# مالكة دوزقة (مازو)
مالکة دوزقة (بالفارسية: مالکه دوزقه) هي قرية تقع في قسم مازو الريفي، بمقاطعة أنديمشك التابعة لمحافظة خوزستان، إيران.